# Les Loges-Saulces
Les Loges-Saulces és un municipi francès situat al departament de Calvados i a la regió de Normandia. L'any 2007 tenia 147 habitants.

## Demografia

### Població
El 2007 la població de fet de Les Loges-Saulces era de 147 persones. Hi havia 50 famílies de les quals 11 eren unipersonals (7 homes vivint sols i 4 dones vivint soles), 14 parelles sense fills i 25 parelles amb fills.
La població ha evolucionat segons el següent gràfic:
Habitants censats

### Habitatges
El 2007 hi havia 60 habitatges, 50 eren l'habitatge principal de la família, 7 eren segones residències i 3 estaven desocupats. Tots els 60 habitatges eren cases. Dels 50 habitatges principals, 44 estaven ocupats pels seus propietaris, 4 estaven llogats i ocupats pels llogaters i 3 estaven cedits a títol gratuït; 9 tenien tres cambres, 18 en tenien quatre i 23 en tenien cinc o més. 39 habitatges disposaven pel capbaix d'una plaça de pàrquing. A 17 habitatges hi havia un automòbil i a 32 n'hi havia dos o més.

### Piràmide de població
La piràmide de població per edats i sexe el 2009 era:
| Homes | Edats   | Dones |
| ----- | ------- | ----- |
| 0     | 95 o +  | 0     |
| 0     | 90 a 94 | 0     |
| 0     | 85 a 89 | 0     |
| 0     | 80 a 84 | 0     |
| 12    | 75 a 79 | 0     |
| 0     | 70 a 74 | 4     |
| 0     | 65 a 69 | 4     |
| 0     | 60 a 64 | 4     |
| 4     | 55 a 59 | 0     |
| 0     | 50 a 54 | 4     |
| 0     | 45 a 49 | 0     |
| 16    | 40 a 44 | 8     |
| 0     | 35 a 39 | 4     |
| 0     | 30 a 34 | 0     |
| 0     | 25 a 29 | 4     |
| 4     | 20 a 24 | 4     |
| 8     | 15 a 19 | 8     |
| 4     | 10 a 14 | 8     |
| 4     | 5 a 9   | 4     |
| 0     | 0 a 4   | 4     |

## Economia
El 2007 la població en edat de treballar era de 98 persones, 78 eren actives i 20 eren inactives. De les 78 persones actives 68 estaven ocupades (39 homes i 29 dones) i 9 estaven aturades (4 homes i 5 dones). De les 20 persones inactives 7 estaven jubilades, 6 estaven estudiant i 7 estaven classificades com a «altres inactius».

### Ingressos
El 2009 a Les Loges-Saulces hi havia 55 unitats fiscals que integraven 166,5 persones, la mediana anual d'ingressos fiscals per persona era de 15.475 €.

### Activitats econòmiques
Dels 3 establiments que hi havia el 2007, 1 era d'una empresa de construcció, 1 d'una empresa de transport i 1 d'una empresa financera.
L'únic servei als particulars que hi havia el 2009 era una lampisteria.
L'any 2000 a Les Loges-Saulces hi havia 10 explotacions agrícoles que ocupaven un total de 620 hectàrees.

## Equipaments sanitaris i escolars
El 2009 hi havia una escola elemental integrada dins d'un grup escolar amb les comunes properes formant una escola dispersa.

## Poblacions més properes
El següent diagrama mostra les poblacions més properes.